# Fiúsítás
A fiúsítás (latinul: praefectio) az egykori magyar öröklési jog intézménye. Királyi privilégium volt, amelynél fogva az egyedül fiágra szóló javakban a fiúutódok kihalása (magszakadás) esetében valamely nő – többnyire az utolsó birtokosnak leánya vagy nővére – örökölhetett.

## Hatásai
- A fiúsítottra az ilyen jószág nem ősi, hanem szerzeményi birtokként jutott.
- Az örökösödési rendben a fiúsítás változást nem idézett elő, azaz a jószág továbbra is a fiágat illette.
- A fiúsított nőnek a gyermekei, ha születésüknél fogva nem is voltak azok (mert atyjuk nem volt nemes), nemesekké lettek.
- Az utolsó birtokos életében a fiúsítás csak feltételes volt, mert érvényét vesztette, ha utóbb neki fiörököse született, vagy ha az utóbb hűtlenségbe esett.
- A fiúsítás csak az utolsó birtokos halálával lépett hatályba.

## Története
Az ősiséggel ellenkező intézmény volt, a 14. században tudatosan annak ellenére alakították ki. Először I. Károly fiúsította 1332-ben Gersei Margitot, aki ezáltal apja és annak fivére birtokaiban örökös lett családja legyilkolása után. A következő évtizedekben az Anjouk egyre gyakrabban jutalmazták fiúsítással a hozzájuk hű családokat. Ha egy családban több leány volt, a király mindegyiket fiúsíthatta, de egyet is kiválaszthatott közülük. A fiúsítási adomány sértette az oldalági örökösök jogát, és harmad-, sőt másodfokú rokonok kárára is történhetett. Ezért több olyan kiváltságlevéllel is találkozunk, melyet befolyásos családok szereztek arra vonatkozólag, hogy a király az ő kárukra valamely rokon, fiágon kihalóban lévő családban nem fog fiúsítani. A 14. század utolsó évtizedeiben kialakult az a gyakorlat, hogy ha a magszakadottnak negyedízigleni osztályosa volt, a király nem fiúsított, illetve ilyen esetben a kiadott királyi oklevelet perrel érvényteleníthették. Zsigmond idejében ezt az ötödik ízig terjesztették ki. Hogy vannak-e életben ilyen osztályosok, az a magszakadott halála után derülhetett ki, amikor a fiúsított leányt beiktatták a királyi adománnyal szerzett jószágokba.